# Liu Hao (canoë-kayak)
Dans ce nom chinois, le nom de famille, Liu, précède le nom personnel.
Pour les articles homonymes, voir Liu Hao et Liu.
Liu Hao (en chinois : 刘浩 ; pinyin : Liú Hào), né le 6 septembre 1993, est un céiste chinois. Il remporte l'argent olympique en C1 - 1000 m et C2 - 100 m à Tokyo en 2021.

## Carrière sportive
Lors des Championnats du monde de course en ligne de 2019, il remporte la médaille d'or avec Wang Hao sur le C2 - 1000 m. Sur les autres distances, il a moins de succès avec une 14e place sur le C1 - 5000 m.
En 2021, il est double médaillé d'argent aux Jeux olympiques d'été de 2020 en individuel où il est battu par le Brésilien Isaquias Queiroz et en duo où l'équipage est devancé par les Cubains Fernando Jorge et Serguey Torres ; il faisait équipe pour cette olympiade avec Zheng Pengfei.

## Palmarès

### Jeux olympiques
- médaille d'argent en C1 - 1000 m aux Jeux olympiques d'été de 2020 à Tokyo
- médaille d'argent en C2 - 1000 m aux Jeux olympiques d'été de 2020 à Tokyo

### Championnats du monde
- médaille d'or en C2 - 1000 m aux Championnats du monde de course en ligne de 2019 à Szeged

### Jeux asiatiques
- médaille d'or en C2 - 1000 m aux Jeux asiatiques de 2018 à Jakarta